# Idylle foudroyante
Idylle foudroyante est la dix-huitième histoire en deux pages de la série de bande dessinée belge Les Casseurs créée par le dessinateur Christian Denayer et le scénariste André-Paul Duchâteau, publiée au no 20 du 22 mars 1983 dans Super Tintin par les éditions du Lombard.
Celle-ci sera publiée dans Un super flic en mars 1986 par les Éditions du Lombard et dans le quatrième intégrale en octobre 2009 par Le Lombard.

## Descriptions

### Personnages
- Al Russel
- Brock
- Le patron

## Publications

### Périodique
- Super Tintin : no 20 du 22 mars 1983[1]

### Albums
- 12 Un super flic, Éditions du Lombard,  (ISBN 2-8036-0550-3), mars 1986
Scénario : André-Paul Duchâteau - Dessin : Christian Denayer - Couleurs : Liliane
- 4 Tome 4, Le Lombard,  (ISBN 978-2-8036-2577-2), octobre 2009
Scénario : André-Paul Duchâteau - Dessin : Christian Denayer - Couleurs : Frank Brichau

## Sources
- Les Casseurs : Un super flic sur La Bédéthèque
- Les Casseurs : L'intégrale 4 sur Le Lombard